# 나소 베터런스 메모리얼 콜리시엄
나소 베터런스 메모리얼 콜리시엄(영어: Nassau Veterans Memorial Coliseum)은 미국 뉴욕주 유니언데일에 위치한 실내 경기장이다. 주로 아이스하키와 축구 경기를 하고 있으며 과거 ABA/NBA 뉴욕 네츠의 홈경기장으로 사용되었고, NHL 뉴욕 아일런더스의 제2홈경기장으로 사용되었고, 현재 G 리그 롱아일랜드 네츠의 홈경기장이다.